# Besedna vrsta
Besédna vŕsta je skupina besed z istimi slovničnimi značilnostmi. Slovenščina pozna po Slovenskem pravopisu 2001 devet besednih vrst: samostalniško besedo, pridevniško besedo, glagol, prislov, predlog, členek, veznik, medmet in povedkovnik. Sicer različni jezikoslovci navajajo različno število besednih vrst, zlasti povedkovnika marsikateri jezikoslovec ne šteje za samostojno besedno vrsto.

## Predmetnopomenske besedne vrste

### Samostalniška beseda
Posredno ali neposredno poimenujejo bitja, stvari in pojme.
Vrste:
- samostalnik: knjiga, veselje, mati, regrat ...
- samostalniški zaimek: jaz, njega, kdo ...
- posamostaljena pridevniška beseda: dežurni, modri, pisalni, žvečilni ...

### Pridevniška beseda
Vrste:
- pridevnik:
  - vrstni: slovenski ...
  - svojilni: sosedov, gospejin ...
  - lastnostni (kakovostni): bel-a, -o, vroč-a, -e, zelen-a, -o ...
- števnik:
  - glavni: ena, sto ...
  - vrstilni: prvi, triindvajseti ...
  - ločilni: petero/peter ...
  - nedoločni : nekaj ...
  - množilni: peteren ...
- pridevniški zaimek (ločimo svojilni, povratno-svojilni, vprašalni, oziralni, kazalni, nedoločni in celostni pridevniški zaimek): naš-a, -e, takšen, takšn-a, -o ...

### Glagol
Glagol je besedna vrsta, ki v stavku tvori povedek ali jedro povedka. Sam glagol izraža: dejanje, dogajanje, obstajanje, stanje, zaznavanje,...
Primeri: delati, sedeti, videti, leteti, brati, teči, učiti se,...

### Prislov
Vrste prislovov:
- Krajevni prislovi (vprašalnice kje, kod, kam ... ): zunaj, zgoraj, doma ...
- Časovni prislovi (vprašalnica kdaj): danes, včeraj, zgodaj, popoldne ...
- Načinovni prislovi (vprašalnica kako): lepo, zabavno, dolgočasno, slabo, dobro ...

## Slovnične besedne vrste

### Predlog
Nepregibna beseda, ki izraža odnose med besedami stavka
Primeri: k-h, s-z, v, iz, za, na...
h se piše pred mehkonebnima fonemoma g in k
k pa se piše pred vsemi ostalimi črkami abecede
s pišemo pred nezvenečimi nezvočniki: c č f h k p s š t; ali (ta suhi škafec pušča)
z pišemo pred zvenečimi nezvočniki: b d g z ž, zvočniki: m n r l j v in samoglasniki.

### Veznik
Vezniki povezujejo besede in stavke.
Primeri: ki, ko, ker, da, če, čeprav, in, ampak, zato, vendar ...

### Členek
S členkom spreminjamo pomen celotne povedi. Po členku se ne moremo vprašati. Členki niso samostojni stavčni členi.
Primeri: tudi, le, seveda, že, menda ...

### Medmet
Medmeti (interjekcije) so besede stavki – pastavki. Izražajo človekovo razpoloženje, posnemajo naravne glasove ipd. 
- Razpoloženjski medmeti izražajo začudenje, ravnodušje, nejevoljo, veselje... Ker so pastavki, je za njimi glasovni premor, v pisavi pa vejica. Iz nekaterih razpoloženjskih medmetov se izpeljujejo glagoli (jav - javkati).
- Posnemovalni medmeti posnemajo glasove človeka, živali, naprav ... Pogosto so iz njih izpeljani glagoli. Ob glagolih oglašanja pa se medmet sprevrže v povedkovnik (Puška je rekla bum).